# Super Rugby Aupiki 2023
El Super Rugby Aupiki 2023 fue la segunda edición del torneo profesional de rugby femenino de Nueva Zelanda.

## Sistema de disputa
Cada equipo disputó sus encuentros frente a cada uno de los rivales a una sola ronda, el equipo que logre mayor cantidad de puntos se coronó campeón del torneo.
Posteriormente todos los equipos clasificaron a las semifinales, enfrentándose el primero vs el cuarto y el segundo frente al tercero.
Puntuación
Para ordenar a los equipos en la tabla de posiciones se los puntuará según los resultados obtenidos.
- 4 puntos por victoria.
- 2 puntos por empate.
- 0 puntos por derrota.
- 1 punto bonus por ganar haciendo 3 o más tries que el rival.
- 1 punto bonus por perder por siete o menos puntos de diferencia.

## Participantes
- Blues Women
- Chiefs Manawa
- Hurricanes Poua
- Matatū

## Desarrollo
| Pos. | Equipo          | Encuentros | Encuentros | Encuentros | Encuentros | Tantos | Tantos | Tantos | PB | Puntos |
| Pos. | Equipo          | PJ         | PG         | PE         | PP         | F      | C      | Dif    | PB | Puntos |
| ---- | --------------- | ---------- | ---------- | ---------- | ---------- | ------ | ------ | ------ | -- | ------ |
| 1.º  | Chiefs Manawa   | 3          | 3          | 0          | 0          | 149    | 92     | +57    | 1  | 13     |
| 2.º  | Matatū          | 3          | 1          | 0          | 2          | 95     | 102    | -7     | 1  | 5      |
| 3.º  | Blues Women     | 3          | 1          | 0          | 2          | 95     | 105    | -10    | 1  | 5      |
| 4.º  | Hurricanes Poua | 3          | 1          | 0          | 2          | 68     | 108    | -40    | 0  | 4      |

## Fase final

### Semifinal
| 19 de marzo | Chiefs Manawa | 43 - 21 | Hurricanes Poua |  |  |

| 19 de marzo | Matatū | 26 - 23 | Blues Women |  |  |

### Tercer puesto
| 25 de marzo | Blues Women | 24 - 29 | Hurricanes Poua |  |  |

### Final
| 25 de marzo | Chiefs Manawa | 31 - 33 | Matatū |  |  |

| Bandera de Nueva Zelanda |
| Campeón Matatū           |
| Primer título            |